# Paltsgraaf van het Lateraanse paleis
Paltsgraaf van het Lateraanse paleis (Lat. comes palatinus Sacri Palatii Lateranensis), officieus bekend als Romeins graaf, Lateraans graaf of pauselijk graaf, is een van de adellijke titels die door de paus, als wereldlijk soeverein van Vaticaanstad en hiervoor van de Kerkelijke Staat, kan worden verleend. De titel kan ofwel persoonlijk ofwel erfelijk zijn.

## Geschiedenis
Deze grafelijke titel werd sinds de 15de eeuw verleend vaak verleend door zowel pausen als keizers van het Heilige Roomse Rijk, waardoor de titel soms ook als graaf van het Heilige Roomse Rijk wordt aangeduid, zelfs wanneer de titel door de paus verleend wordt.
De paus is, ook na het verlies van het merendeel van het pauselijke grondgebied in 1870, adellijke titels blijven verlenen, meestal aan buitenlanders. In het Verdrag van Lateranen van 1929 staat, meer bepaald in artikel 42, dat de Italiaanse overheid deze titels erkent, dat de paus de bevoegdheid behoudt tot het verlenen ervan en dat ze beschouwd worden als gelijkwaardig aan de Italiaanse titels.
De titel is na het pontificaat van Paus Johannes XXIII niet meer verleend. Ze valt echter nog wel altijd samen met benoemingen tot de Vaticaanse aartsbroederschap van St. Anna der Parafrenieri.

## Bekende recipiënten
met tussen haakjes het jaar van toekenning van de titel pauselijk graaf
- Angelo Geraldini, Italiaans humanist en diplomaat (1455)
- Franceschetto Cybo, buitenechtelijke zoon van paus Innocentius VIII (1490)
- Francesco Rognoni Taeggio, Italiaans componist (16??)
- Paul Jean Mathieu van der Vrecken, Nederlands jurist en pauselijk geheimagent (1814)
- Félix Antoine de Bethune, Belgisch politicus (1866)
- George Noble Plunkett, Iers politicus (1877)
- Arthur John Moore, Iers politicus (1879)
- George Jametel, Fransman, gehuwd met hertogin Marie van Mecklenburg (1886)
- Franciscus Boermans, zestiende bisschop van Roermond (1888)
- Honoré-Jozef Coppieters, bisschop van Gent
- Edward L. Hearn, Amerikaans verzekeraar
- Christopher de Paus, Noors filantroop (1923)
- Willem Dreesmann, bestuursvoorzitter van Vroom & Dreesmann Nederland (1926)
- Michael Kelly, Australisch aartsbisschop (1926)
- John McCormack, Iers tenor (1928)
- Adolfo Müller-Ury, Zwitsers-Amerikaans schilder (1930)
- Mikiel Gonzi, Maltees aartsbisschop (1949)
- Rose Fitzgerald Kennedy, Amerikaans filantroop (1951)
- Redmond Prendiville, Iers-Australisch aartsbisschop (1958)